# Scolelepis bullibranchia
Scolelepis bullibranchia är en ringmaskart som beskrevs av Rossi 1982. Scolelepis bullibranchia ingår i släktet Scolelepis och familjen Spionidae. Inga underarter finns listade i Catalogue of Life.